# Mk 45艦砲
5英吋／54（Mk 45）艦砲是一現代化的輕量艦砲系統，是由5英吋（127 mm）L54 Mk 19砲與MK 45炮座組合而成。Mk 45艦砲是為打擊水面艦艇、空防以及兩棲登陸岸轟支援等多元目標設計。

## 歷史
自二次大戰之前5英吋艦砲就是美國海軍的主要艦載火炮系統。1964年美國FMC公司北方軍械部開始研發新型艦炮系統，以取代當時重量大、自動化程度低、可靠性尚不高且不易維護的5英吋Mk42艦砲系統。在設計Mk45型時，計畫重點是減輕炮身的重量、提高可靠性、易於維修、減少操作人員。最後研製成功的Mk45型艦炮重量僅有21.7噸，操作人員減少到3人，機械結構也有所簡化，提高了可靠性，更便於維修，但發射率也因此降低到最多20發/分。
1977年，美國FMC公司對Mk45型127mm艦炮進行了第一次改進。改進後的Mk45 Mod 1型127mm艦炮增加了自動選彈功能。Mk45型艦炮首次裝備於美國海軍加利福尼亞級巡洋艦（California-class），該艦並於1974年服役。在之後服役的美海軍各級水面艦艇，如史普魯恩斯級驅逐艦（Spruance-class）、塔拉瓦級兩棲突擊艦（Tarawa-class）都裝了Mk45型艦炮，它主要用於艦上導彈的後備武器，並預備實施對艦作戰、防空作戰和對岸炮火支援。

## 設計
MK45型艦炮裝置分為甲板以上的上部結構和甲板以下的下部結構：

### 上部結構
上部結構又分成砲管、滑板構件、砲架、砲台、上部蓄壓系統、砲塔及射擊孔護板：

#### 砲管
Mk 45的砲管有使用MK19 Mod 0型和MK19 Mod 2型兩種，其中前者為可拆換襯管設計，後者則為單筒式結構

#### 滑板構件
滑板構件為艦炮射擊的主要部分，包括了炮栓、後膛機構、搖架等部件。炮栓分為上、下垂直滑動型（上升時為輸彈模式），炮栓把從擺彈臂升上來的砲彈卡緊入膛，同時接通電動撞針便可擊發。後膛機構包括有液壓式活塞驅動聯動裝置，能帶動炮栓及所需部件的上升或下降，以便在射擊後或遇到不發火彈時退殼。搖架在火砲工作時負責火砲的俯仰角軸線旋轉，把從上部揚彈機垂直走向的彈藥轉換成火砲滑板的瞄準角度。 

#### 砲架

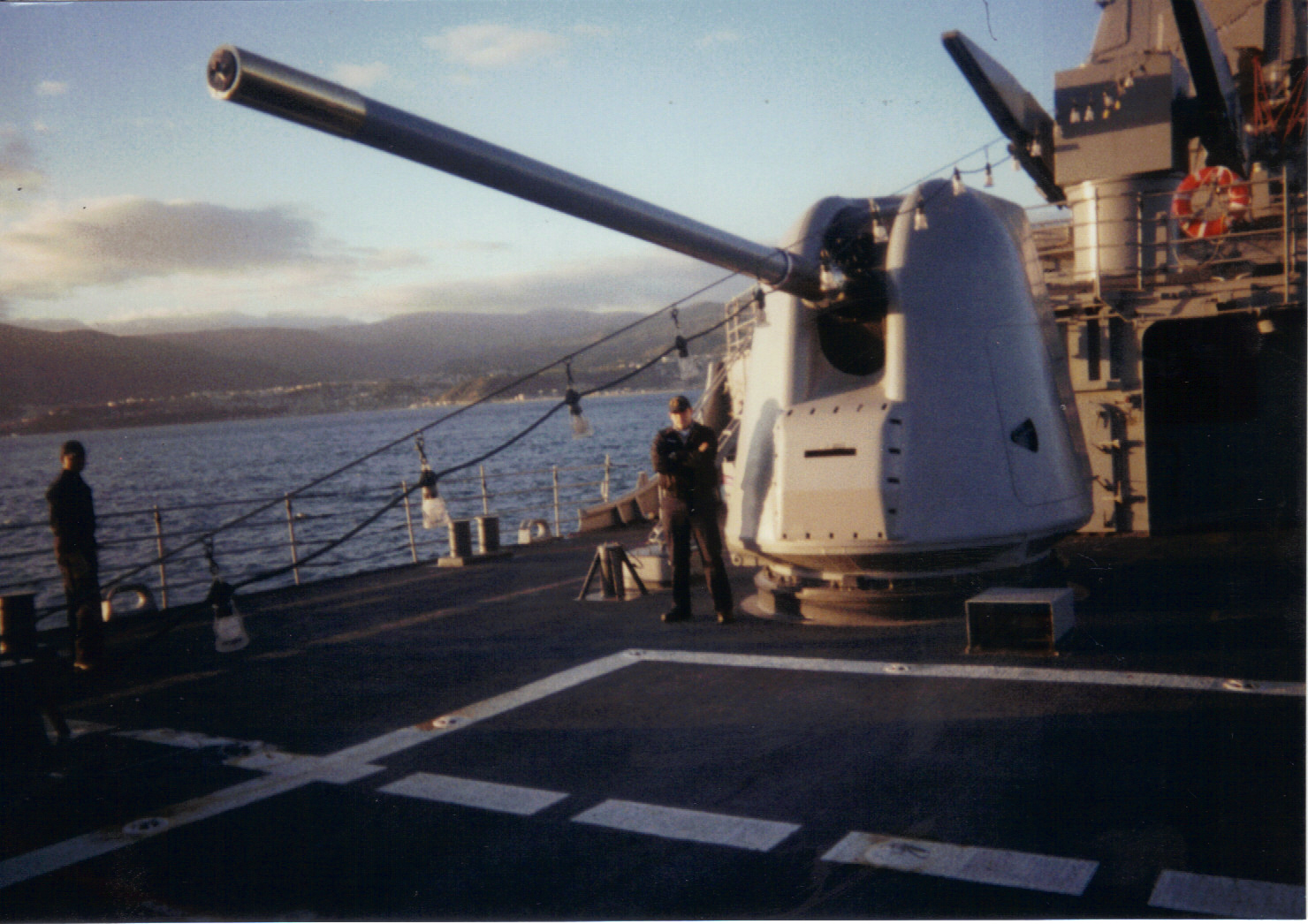
Mk 45

砲架支承著炮耳、上部蓄壓系統、滑板系統和砲塔等上部主要結構，它配有炮座圓環、瞄準和射擊用的動力驅動裝置，為火砲提供所需的瞄準和射擊軸線。

#### 砲台
砲塔由丁字梁增強型的鋁製材料鑄成，是整個上部結構的底座，並用來作為方向瞄準和安裝大型瞄準齒圈的固定部件。此外也有保護火砲內部構件和操控員面對槍砲和核生化武器的攻擊。 砲塔上另外裝有出入口、系統通風裝置、液壓集油箱和緩衝減震裝置。MK45型艦炮以吹氣系統方式，在發射後開栓的瞬間將膛內的殘留氣體和殘渣自砲口處吹出。 

#### 射擊孔護板
射擊孔護板為可動式，在火砲進行瞄準和射擊時，它限定了火砲的高低射界，同時又是砲管和彈殼退出的孔口。

### 下部結構
下部結構包括兩部下揚彈機、彈鼓、引信測合機、上揚彈機及下部蓄壓系統等部分組成。們完成將彈藥從彈藥庫輸送至砲塔內供彈位置的全過程。 與MK42型艦炮相比，MK45型艦炮的機械結構大大減化，它只有一個裝填彈鼓，可貯存20發砲彈。供彈時，由彈藥庫的裝彈手將分裝式的彈丸和藥筒從下揚彈機的兩個裝填口放入後自動上揚至彈鼓內，再由引信測合機裝定引信，然後進入的揚彈機直至提升到砲塔內，轉送給擺彈臂，當擺彈臂擺至與砲管平行位置時，砲彈便由輸彈器推入膛內。

### 控制艙室
在火砲甲板下的艙室裡裝有EP1配電櫃、EP2火砲操縱台和EP3顯示器。EP1接收艦艇440V電力，經轉換後分配給艦炮系統的各個供電設備；EP2上裝有各種開關、鍵盤和指示器，用於系統測試，操作員通過操作這些開關係統尋找故障和檢查故障源。 EP3位於下揚彈機裝彈台旁，面板上的彩色燈為裝彈手顯示所需裝填的彈種和停止裝彈等指令。EP1、EP2、EP3還與一台電子引信測合機、電子引信模擬器和一台火砲指令響應裝置（Goru）一起構成MK45型艦炮維修與作戰訓練系統（GMOTS）。Goru是GMOTS的中心部件，通過一個訓練操縱台，受訓人員可以模擬炮座的正常動作、系統故障和武器控制系統的指令，為用戶提供了一個低費效比的MK45艦炮的訓練程序，對實際艦炮系統沒有任何損耗。 

## 火力
Mk 45艦砲能發射半主動激光制導彈來提高命中概率，並具有全天候自動選擇6種彈藥的能力，提高對付不同目標的應變速度。艦砲能夠發射7種不同炮彈，包括薄壁爆破榴彈（HC）、黃磷煙幕彈（WP）、照明彈（SS）、照明彈2（SS2）、高殺傷破片榴彈（HF）、半主動雷射導引炮彈（SALGP）、紅外導引炮彈（IRGP）；而引信則可選擇機械時間引信（MT）、可控時間引信（CVT）、彈頭起爆引信（PD）、彈頭起爆延時引信（PPD）、紅外引信（IR）、近炸或可變時間引信（VT）、電子可調引信（EST）；火藥則有標准裝藥、減裝藥、增裝藥、導引炮彈裝藥等。
在執行任務時，Mk 45艦砲可將炮彈、引信和裝藥配成各種組合。如果任務改變，組合可透過艦炮控制台上的功能開關予以變換，在提昇機裝彈位置上的顯示板也標有待裝的彈種指令。在艦砲轉運間有EP2監控操作台和配有20發的全自動彈藥裝填器，轉運間中可供砲長進行單炮控制射擊，此外艦砲也可由中心部位控制射擊。如以最高速全自動射擊，一分鐘內可清空20發彈藥。由於自動彈藥裝填器的上限為20發，持續射擊模式時需由三人炮班負責操作，以保持彈藥裝填器處於滿載狀態；20發以內的全自動非持續射擊模式射擊時可完全由電腦操作，在連射時將由下方的提昇自彈庫補充彈藥。Mk 45艦砲系統的彈倉可儲存600到680發彈藥，補充清空的彈倉需要12至16小時。

## 衍生型

### Mod 0
- 使用機械式信管設定器
- 兩段式炮管，可抽換式膛線內襯

### Mod 1
- 使用機械/電子兩用式信管設定器
- 一段式炮管，壽命也延長至8000發

### Mod 2
- 使用固態邏輯電路和放大器取代延時邏輯電路
- 使用封裝式固態紅外光電管取代機械開關和白熾光電管
- 內裝有自檢儀器，可以隨時檢測出故障及故障部位

### Mod 4
- 炮管長度從原來的54倍徑加長到62倍徑
- 基座環和炮耳支架由更堅固的材料制造，並重新設計滑動組件中的多個部件等
- 因為新的性能要求和發射ERGM增加了火炮自身的負載，故改進了制退/複進系統、炮箱、彈殼托盤和抛殼機構
- 炮體重比Mk45 Mod 2型增加約10%
- 爲減小雷達反射截面積，炮塔外殼進行了匿蹤設計

## 聖劍砲彈（M982 Excalibur）
聖劍砲彈（M982 Excalibur）是美國雷神公司專門為多款155公厘自走砲與牽引砲設計的智慧砲彈。基於「聖劍」砲彈的成功，雷神公司已研製出縮小版的「聖劍N5」127公厘（5英寸）砲彈，適用於美國海軍各型Mk 45艦砲，並於2015年9月試射成功。雷神公司評價聖劍N5砲彈在維持精準度的前提下，可將射程延長至20到26海里（約36至48公里）。目前聖劍砲彈無法對移動中的目標實施砲擊，目前雷神公司解決方案是利用艦載直升機進行雷射導引，未來將採用類似地獄火飛彈方式，在「聖劍」砲彈上安裝毫米波雷達，讓聖劍砲彈具備射後不理能力的精準砲彈。

## 使用國家
美国
仍服役中：
- 提康德羅加級導彈巡洋艦：Mod 2

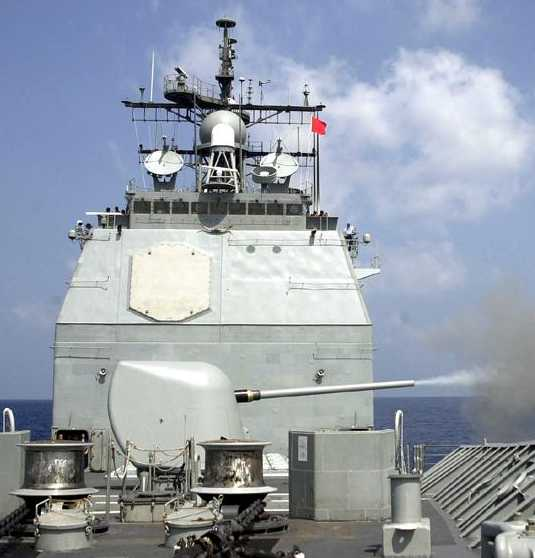
美國Cowpens CG-63巡洋艦射擊中

  - CG-52 到 CG-73：Mod 4（現代化升級之後）
- 伯克級驅逐艦
  - DDG-51 到 DDG-80：Mod 2
  - DDG-81 以後  ：Mod 4

已退役：
- 加利福尼亞級巡洋艦
- 紀德級驅逐艦
- 史普魯恩斯級驅逐艦
- 維珍尼亞級巡洋艦
- 塔拉瓦級兩棲突擊艦，Mod 1、退役前已撤除

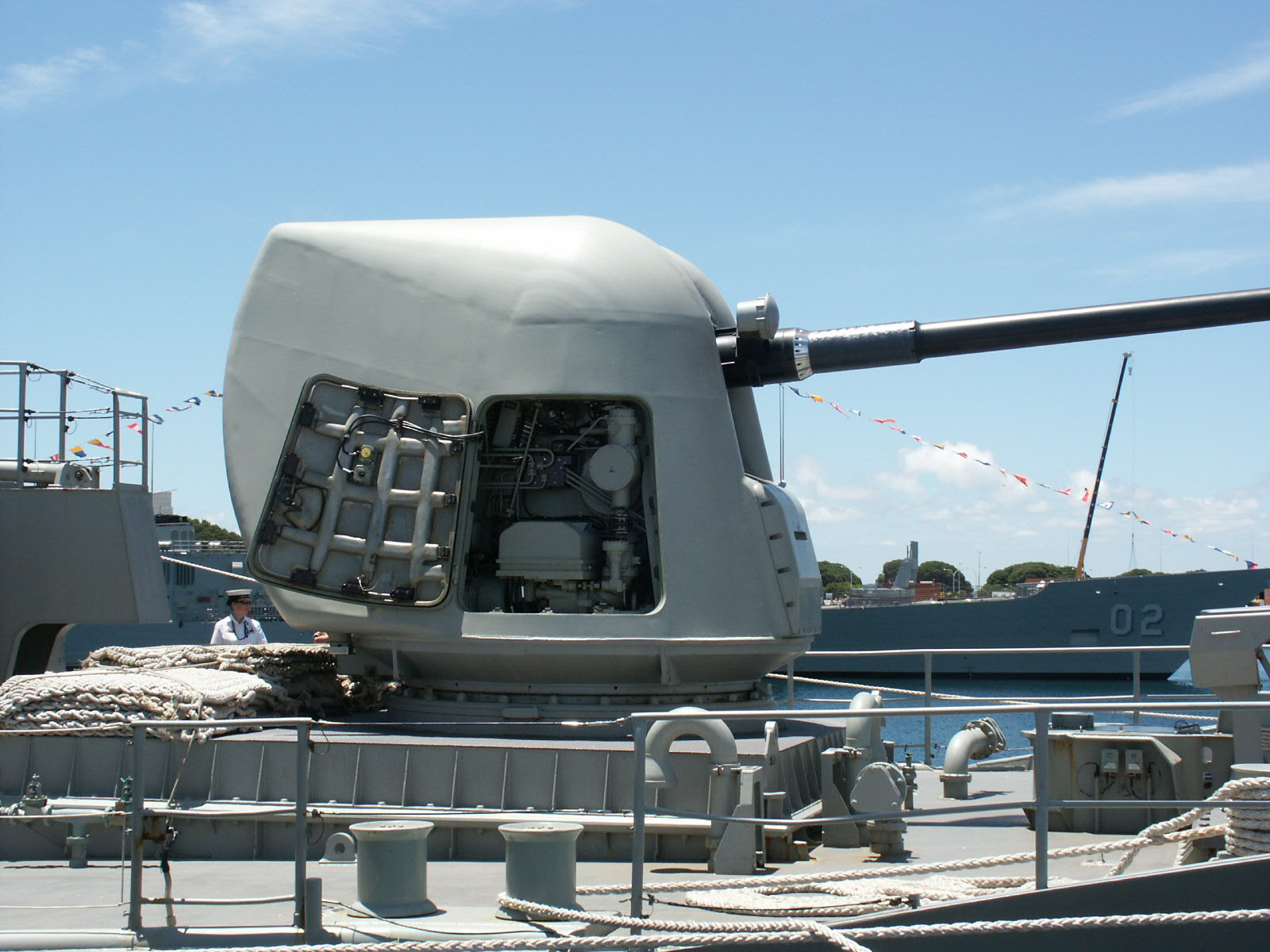
澳大利亞Arunta（FFH 151）巡防艦上的Mk 45艦砲

- 紐澳軍團級巡防艦：Mod 4（由Mod 2升級）
- 獵人級巡防艦：Mod 4

 新西兰
- 紐澳軍團級巡防艦

 丹麦
- 阿布萨隆级支援舰

 希腊
- 海德拉级巡防舰

 西班牙
- 阿尔瓦罗·巴赞级巡防舰

 泰國
- Naresuan級護航艦

 土耳其
- 巴巴洛斯級巡防艦
- Yavuz級護航艦

- 忠武公李舜臣級驅逐艦
- 世宗大王級驅逐艦
- 仁川级护卫舰
- 大邱級巡防艦
- 正祖大王級驅逐艦：Mod 4

 中華民國
- 基隆級驅逐艦：Mod 0

日本
- 愛宕級護衛艦：Mod 4
- 秋月級護衛艦 (2010年)：Mod 4
- 朝日級驅逐艦 (2016年)：Mod 4

 英国
- 26型巡防艦：Mod 4

 加拿大
- 加拿大水面作戰艦

## 比較
|                   | 先進火砲系統                                       | H/PJ-45  | A-192M             | Mk45 Mod 4 | 127mm/54C                             | Mk8 Mod 1  | Mle.68                                | 76mm 緊湊型/超快型          | Mk110                   |
| ----------------- | -------------------------------------------------- | -------- | ------------------ | ---------- | ------------------------------------- | ---------- | ------------------------------------- | --------------------------- | ----------------------- |
| 砲管數            | 單管裝                                             | 單管裝   | 單管裝             | 單管裝     | 單管裝                                | 單管裝     | 單管裝                                | 單管裝                      | 單管裝                  |
| 口徑（公釐）      | 155                                                | 130      | 130                | 127        | 127                                   | 113        | 100                                   | 76                          | 57                      |
| 砲管倍徑          | 62                                                 | 70       | 70                 | 62         | 54                                    | 55         | 55                                    | 62                          | 70                      |
| 重量              | 106 t                                              | 32.388 t | 24 t               | 28.924 t   | 37.5 t                                | 26.4 t     | 22 t                                  | 12 t                        | 7.5 t                   |
| 操作員數          | 全自動                                             | 未知     | 5名以下            | 6名        | 2-8名                                 | 裝填手2名  | 無人                                  | 裝填手3名                   | 全自動                  |
| 仰俯範囲          | +70°/ -5°                                          | 未知     | +80°/ -15°         | +65°/ -15° | +83°/ -15°                            | +55°/ -10° | +29°                                  | +85°/ -15°                  | +77°/ -10°              |
| 迴旋範圍          | 全周                                               | 未知     | 340°               | 340°       | 330°                                  | 340°       | 340°                                  | 全周                        | 全周                    |
| 射擊速度（發/分） | 10                                                 | 40       | 30                 | 16-20      | 45                                    | 25         | 78                                    | 80-100 (緊湊型) 120(超快型) | 220                     |
| 冷却方式          | 水冷                                               | 水冷     | 水冷               | 氣冷       | 水冷                                  | 氣冷       | 水冷                                  | 水冷                        | 水冷                    |
| 最大射程（公尺）  | 118,000，使用Long Range Land Attack Projectile砲彈 | 29,500   | 23,000，對空18,000 | 37,000     | 23,000 有效射程—對海15,000、對空7,000 | 21,950     | 17,000 有效射程—對海12,000、對空6,000 | 18,400                      | 21,000，使用HCER-BB砲彈 |

## 流行文化
超級戰艦

## 外部連結
- Navy fact file （页面存档备份，存于）
- navweaps.com: 5"/54（12.7 cm）Mark 45 Mods 0 - 2 （页面存档备份，存于）
- Gunner officer information sheet （页面存档备份，存于）